# Моцка (комуна)
Моцка (рум. Moțca) — комуна у повіті Ясси в Румунії. До складу комуни входять такі села (дані про населення за 2002 рік):
- Боурень (1484 особи)
- Моцка (3605 осіб) — адміністративний центр комуни

Комуна розташована на відстані 314 км на північ від Бухареста, 74 км на захід від Ясс.

## Населення
За даними перепису населення 2002 року у комуні проживали 5089 осіб.
Національний склад населення комуни:
| Національність   | Кількість осіб | Відсоток |
| ---------------- | -------------- | -------- |
| румуни           | 4628           | 90,9%    |
| цигани           | 459            | 9,0%     |
| угорці           | 1              | < 0,1%   |
| росіяни-липовани | 1              | < 0,1%   |

Рідною мовою назвали:
| Мова      | Кількість осіб | Відсоток |
| --------- | -------------- | -------- |
| румунська | 4899           | 96,3%    |
| циганська | 188            | 3,7%     |
| угорська  | 1              | < 0,1%   |
| російська | 1              | < 0,1%   |

Склад населення комуни за віросповіданням:
| Релігія       | Кількість осіб | Відсоток |
| ------------- | -------------- | -------- |
| православні   | 4941           | 97,1%    |
| п'ятдесятники | 30             | 0,6%     |
| бретрени      | 27             | 0,5%     |
| римо-католики | 2              | < 0,1%   |
| старообрядці  | 2              | < 0,1%   |